# Theodoros Kolokotronis

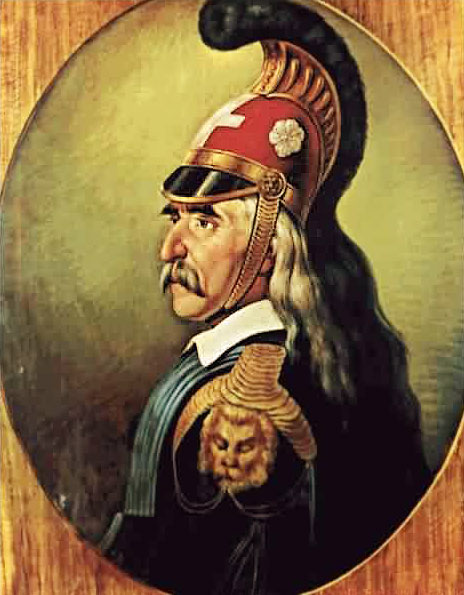
Theodoros Kolokotronis

Theodoros Kolokotronis (Grieks: Θεόδωρος Κολοκοτρώνης) (Messenië, april 1770 - Athene, 15 februari 1843) was een prominente Griekse patriot ten tijde van de Griekse Onafhankelijkheidsoorlog.
Kolokotronis werd geboren in de Griekse nomos Messenië en stamde uit een beroemde kleftenfamilie, de Kolokotronaioi, wier lof wordt gezongen in het bekende kleftenlied οι Κολοκοτρώναιοι. In zijn jeugd week hij uit naar de Ionische Eilanden (toen een Brits protectoraat), waar hij aansloot bij het Engelse leger. 
Bij zijn terugkeer naar de Peloponnesos voerde Kolokotronis, als lid van de Griekse revolutionaire beweging Philiki Eteria, tijdens de Vrijheidsoorlog het bevel over gewapende krijgsbenden. Hij nam deel aan de belegering van Tripolitsa, maar zijn bravourestuk was zijn aandeel in de nederlaag van een Turkse legermacht onder het bevel van Mahmud Dramali, in augustus 1822.
Wegens insubordinatie aan het centrale opperbevel van het opstandelingenleger kwam hij op het eiland Hydra in de gevangenis terecht. Maar hij werd weer vrijgelaten om "de Morea" (d.i. een andere naam voor de Peloponnesos) te helpen verdedigen tegen de Egyptische hulptroepen van Ibrahim Pasja, de veldheer van Mehmed Ali. In 1825 ondertekende hij een aan Engeland gericht verzoekschrift om assistentie, en nodigde hij Sir Richard Church uit om het opperbevel over het Griekse opstandelingenleger over te nemen. 
In 1828 steunde Kolokotronis, bijgenaamd "de Oude Man van Morea", de regering van graaf Capodistrias, en werd hij een van de leiders van de pro-Russische partij. Na de moord op Capodistrias verdedigde hij de kandidatuur van de 17-jarige prins Otto van Beieren voor de pas opgerichte Griekse troon, maar toen hij later vaststelde dat deze zich als koning liet omringen door hoofdzakelijk Beierse assistenten, begon hij zich tegen de koning te keren. Hiervoor werd Kolokotronis gearresteerd, en in afwachting van zijn proces gevangengezet in de Palamídi-vesting te Nauplion. Op 7 juni 1834 werd hij zelfs ter dood veroordeeld, maar de koning verleende hem gratie en begon een charme-offensief. Koningin Amalia slaagde er zelfs in Kolokotronis' zoon te laten huwen met een meisje van koninklijk bloed, wat de oude houwdegen de schampere opmerking ontlokte: "De bontmantel heeft zich verenigd met de herderscape."
De opening van de Atheense Universiteit ontlokte aan de Oude Man van Morea dit commentaar: "De universiteit zal mettertijd het paleis vernietigen, en de kennis die de jonge mensen daar opdoen zal ons land meer van nut zijn dan ónze heldendaden."
Theodoros Kolokotronis overleed op 72-jarige leeftijd. Vóór de invoering van de euro prijkte zijn afbeelding op de Griekse bankbiljetten van 5000 drachme. Hij wordt nu algemeen beschouwd als de volksheld van Griekenland.